# De re aedificatoria

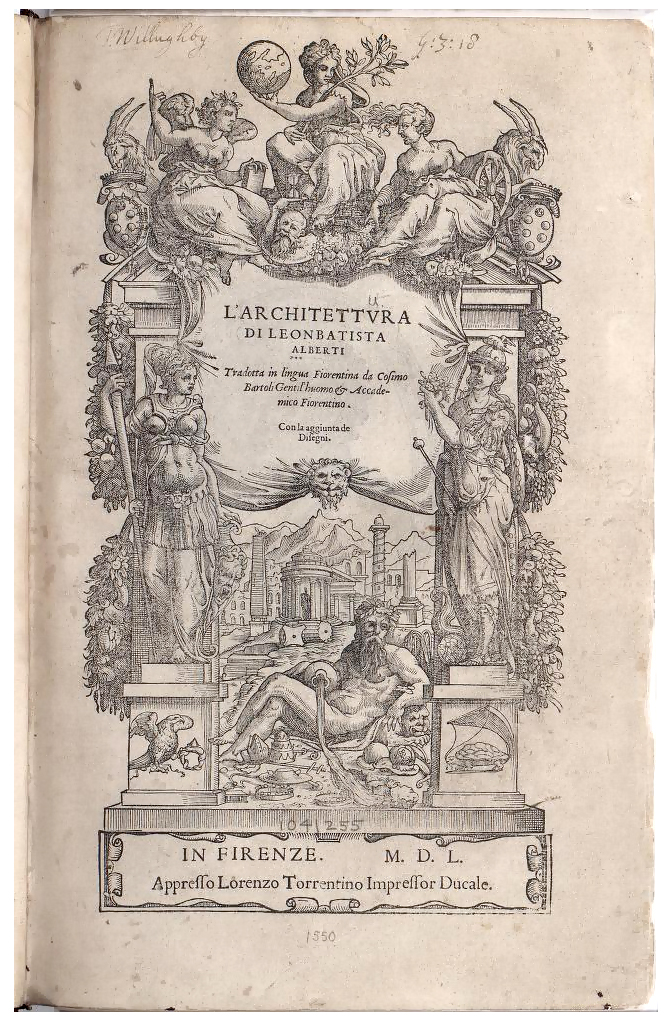
Frontespizio dell'edizione in volgare del 1550

De re ædificatoria (letteralmente "Sulla materia del costruire") è un trattato in dieci libri sull'architettura scritto da Leon Battista Alberti intorno al 1450, durante la sua lunga permanenza a Roma, su commissione di Leonello d'Este, è universalmente riconosciuto come uno dei più importanti trattati sull'architettura del Rinascimento.. L'edizione del 1452 venne dedicata a Niccolò V.

## Significato culturale e fortuna critica
L'opera, considerata il trattato architettonico più significativo della cultura umanista, fu scritta in latino ed era rivolta non solo ad un pubblico specialistico ma anche al pubblico colto di formazione umanistica. Fu scritta sul modello dei dieci libri del trattato De architectura di Vitruvio (80 a.C. - 15 a.C.), allora circolante in copie manoscritte, non ancora rivedute filologicamente e non tradotto in volgare. L'Alberti riprende i tre concetti fondamentali della sua teoria: firmitas (solidità), utilitas (destinazione d'uso, funzione) e venustas (bellezza).
L'opera fu contemporaneamente il tentativo di effettuare una rilettura critica del testo vitruviano e di realizzare il primo trattato moderno di teoria dell'architettura, in cui spiegare come costruire gli edifici (e non già rendere ragione di come fossero costruiti) senza ricorrere ad immagini, ma assegnando alle parole un ruolo fondamentale nell'enunciazione dei principi e dei metodi della progettazione degli edifici.
Nell'opera sono presenti inoltre citazioni di autori della Grecia classica, tra cui Aristotele e Platone, che servono ad inquadrare, anche sociologicamente, la funzione dell'architettura.
Il De re aedificatoria non fu stampato durante la vita di Alberti, che pure aveva tentato varie volte di affidare le proprie opere a tale nuovo metodo di produzione dei volumi. Il trattato ebbe quindi una diffusione abbastanza limitata. Leon Battista Alberti morì nel 1472. L'opera fu stampata, grazie al mecenatismo di Lorenzo il Magnifico ed a cura del Poliziano, solo nel 1485, rimanendo comunque un testo riservato agli ambienti colti, a causa del fatto che era scritto in latino. Una maggiore diffusione si ebbe con la traduzione in italiano, apparsa nel 1546 e soprattutto con quella del 1550, a cura di Cosimo Bartoli. In seguito il trattato fu riscoperto e ristampato nel corso del XVIII secolo.

## Struttura dell'opera
L'opera è così suddivisa:
- Prima parte: la firmitas (solidità) in Vitruvio, i temi sono: scelta del terreno, materiali da utilizzare e fondazioni.

Primo libro: Lineamenti;
Secondo libro: Materiali;
Terzo libro: Costruzioni;
- Seconda parte: utilitas (destinazione d'uso, funzione), esamina i vari tipi di edifici.

Quarto libro: Opere pubbliche
Quinto libro: Opere private
- Terza parte: venustas (bellezza), sulla bellezza architettonica intesa come un'armonia esprimibile matematicamente grazie alla scienza delle proporzioni, seguita da un trattazione sulle macchine per costruire.

Sesto libro: Decorazioni.
- Quarta parte: costruzione dei fabbricati: rispettivamente chiese, edifici pubblici e edifici privati.

Settimo libro: Ornamenti per edifici sacri;
Ottavo libro: Ornamenti per edifici pubblici;
Nono libro: Ornamenti per edifici privati;
Decimo libro: Restauro degli edifici (e nozioni di idraulica).
Il trattato parte sempre dallo studio dell'antichità, basandosi sulle misurazioni dei monumenti antichi per proporre poi nuovi tipi di edifici moderni. Questo procedimento viene applicato anche a tipologie di edifici che non esistevano nell'antichità, come le prigioni, gli ospedali e altri luoghi di pubblica utilità, per i quali comunque ci si ispira all'antico.

## Edizioni
- Editio princeps:  De re aedificatoria, Florentiae, accuratissime impressum opera magistri Nicolai Laurentii Alamani (Nicolò di Lorenzo), 29 decembris 1485.
- De re aedificatoria, Argentorati (Strasburgo), excudebat M. Iacobus Cammerlander Moguntinus, 1541.